# Травное (Новосибирская область)
Травное — село в Доволенском районе Новосибирской области России. Административный центр Травнинского сельсовета.

## География
Площадь села — 351 гектар

## Население
| 2002 | 2007 | 2010 | 2012 | 2013 | 2014 | 2015 |
| ---- | ---- | ---- | ---- | ---- | ---- | ---- |
| 912  | ↘888 | ↘738 | ↘724 | ↘705 | ↘691 | ↘686 |
| 2016 | 2017 | 2018 | 2019 | 2020 | 2021 |      |
| ↗691 | ↘680 | ↘676 | ↘672 | ↗680 | ↘665 |      |

## Известные жители

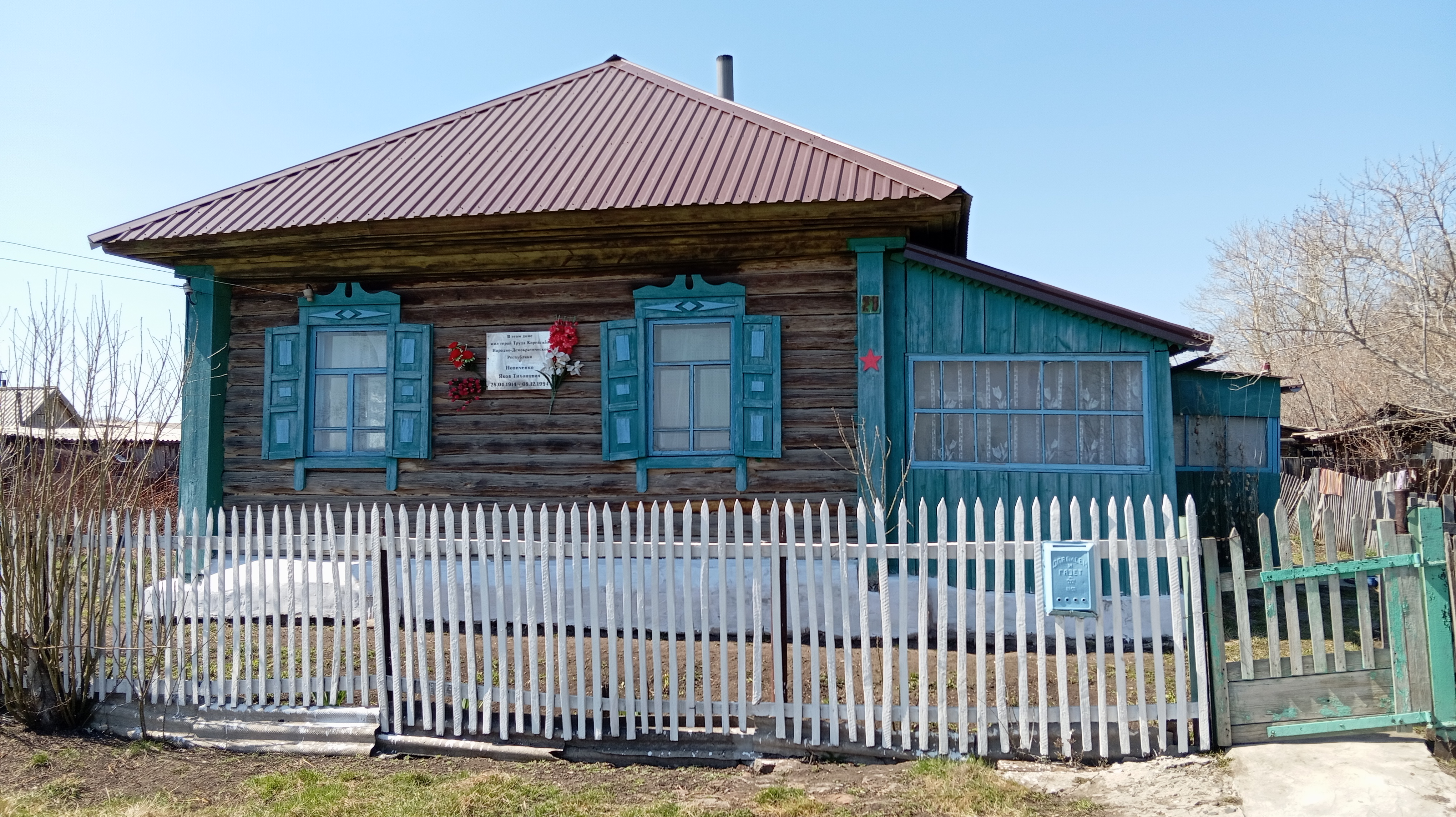
Дом Я. Т. Новиченко

В Травном родился, жил и умер Яков Тихонович Новиченко (1914—1994) — советский военнослужащий, Герой Труда (КНДР)

.

## Инфраструктура

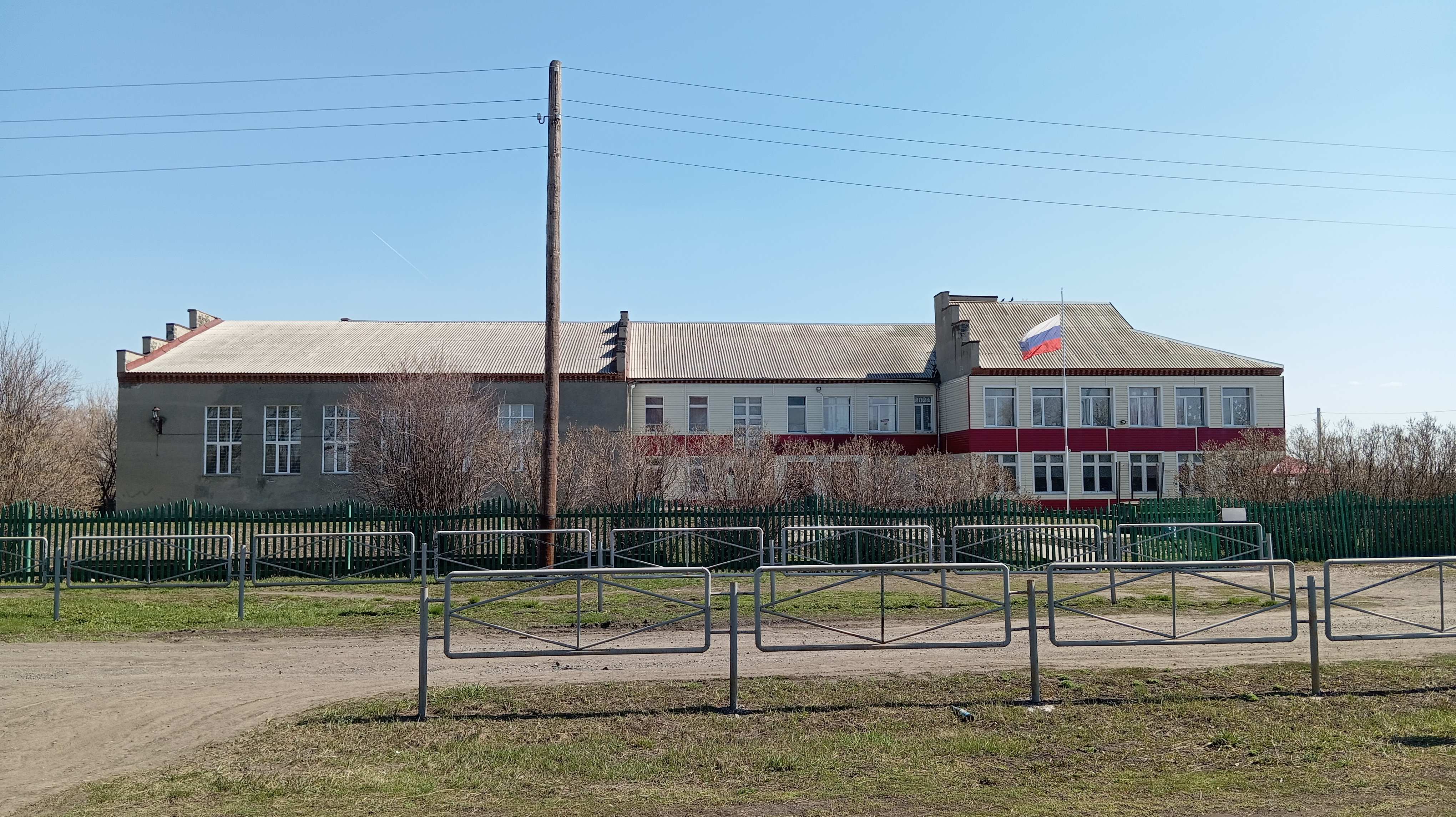
МКОУ Травнинская СОШ имени Я. Т. Новиченко

В селе по данным на 2007 год функционируют 1 учреждение здравоохранения, 2 образовательных учреждения. В местной школе имеется музей, в том числе с экспозицией, посвящённой герою Труда КНДР Якову Тихоновичу Новиченко, спасшему жизнь Ким Ир Сену.